# شهرستان کورشیم
شهرستان کورشیم و یا شهرستان کورچوم (به قزاقی: Күршім ауданы، کۇرشىم اۋدانى) یک شهرستان در قزاقستان است که در استان قزاقستان شرقی واقع شده‌است. شهرستان کورشیم ۲۳٬۲۰۰ کیلومتر مربع مساحت و ۲۹٬۴۷۶ نفر جمعیت دارد.